# Tanespimycine
La tanespimycine, ou 17-(allylamino)-17-déméthoxygeldanamycine (17-AAG), est un antibiotique dérivé de la geldanamycine qui a été étudié pour le traitement de cancers, spécifiquement chez les patients jeunes atteints de certains types de leucémie et tumeurs des reins. Elle fonctionne comme inhibiteur de la protéine Hsp90, exprimée dans ces cancers. 